# Liste von Burgen, Schlössern und Festungen im Département Savoie
Die Liste von Burgen, Schlössern und Festungen im Département Savoie listet bestehende und abgegangene Anlagen im Département Savoie auf. Das Département zählt zur Region Auvergne-Rhône-Alpes in Frankreich.

Wappen des Départements Savoie (73)
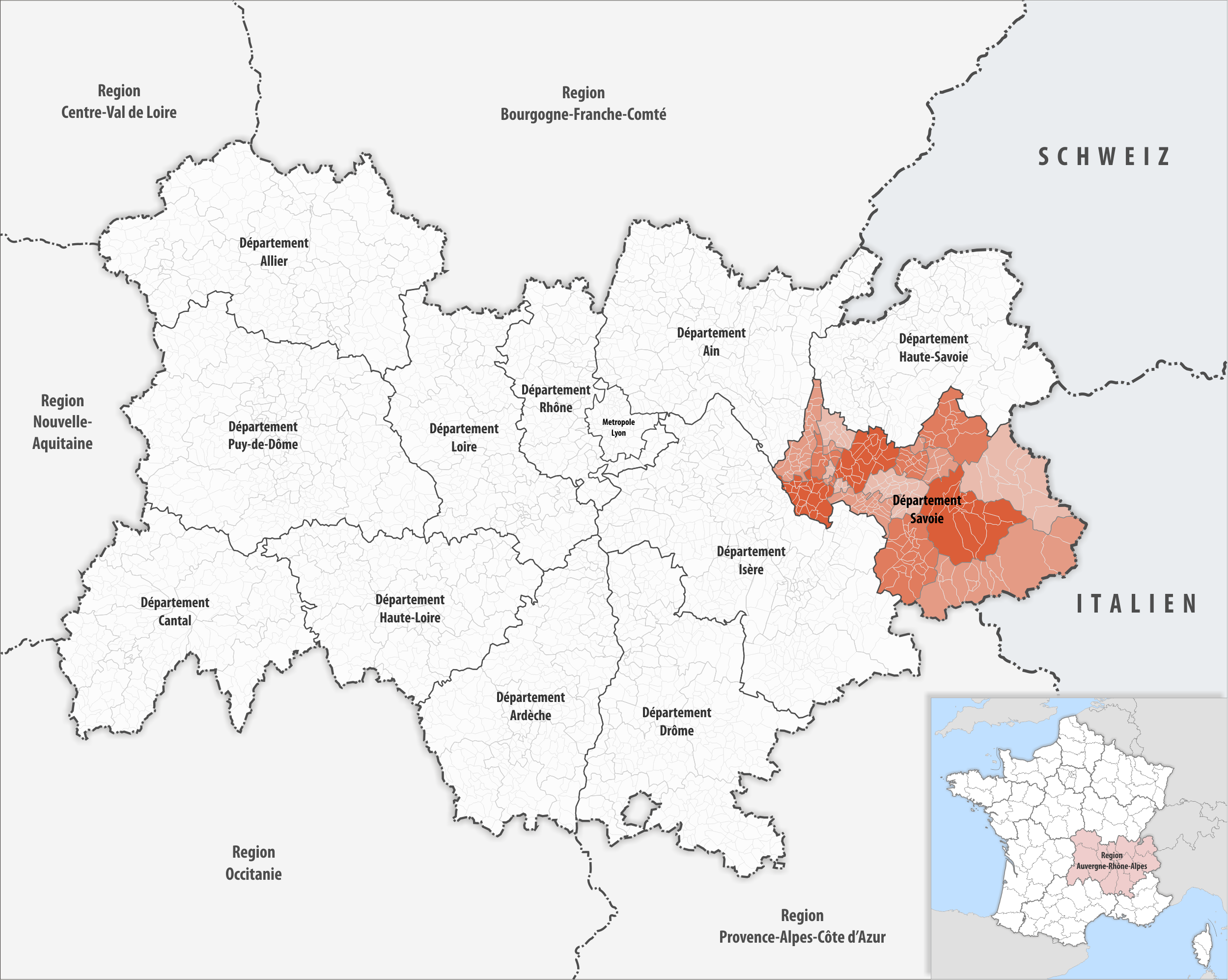
Lage des Départements Savoie in der Region Auvergne-Rhône-Alpes
Lage der Region Auvergne-Rhône-Alpes in Frankreich

## Liste
Bestand am 4. August 2021: 92
| Name deu / fra                                                         | Gemeinde / Lage                                    | Typ (Untertyp)       | Bemerkungen | Bild |
| ---------------------------------------------------------------------- | -------------------------------------------------- | -------------------- | --- | ---- |
| Burg Aiguebelette-le-Lac Château d'Aiguebelette-le-Lac                 | Aiguebelette-le-Lac 45,53575° N, 5,81519° O        | Burg                 | Ruine |      |
| Herrenhaus Aigueblanche Manoir d'Aigueblanche                          | Aigueblanche 45,50139° N, 6,50722° O               | Schloss (Herrenhaus) | |      |
| Schloss Les Allues Château des Allues                                  | Saint-Pierre-d’Albigny 45,568782° N, 6,14337° O    | Schloss              | |      |
| Festes Haus Ameysin Maison forte d'Ameysin                             | Yenne 45,69087° N, 5,7554° O                       | Burg (Festes Haus)   | Abgegangen |      |
| Burg Apremont Château d'Apremont                                       | Apremont                                           | Burg                 | Ersetzt durch ein modernes Haus |      |
| Burg Arvillard Château d'Arvillard                                     | Arvillard 45,443694° N, 6,117358° O                | Burg                 | Ruine |      |
| Schloss La Bâtie Château de la Bâtie                                   | Barby 45,5794° N, 5,984135° O                      | Schloss              | |      |
| Schloss Beaufort Château de Beaufort                                   | Beaufort-sur-Doron                                 | Schloss              | |      |
| Festes Haus Bellecombe Maison forte de Bellecombe                      | Aigueblanche                                       | Burg (Festes Haus)   | |      |
| Schloss Belmont Château de Belmont                                     | Belmont-Tramonet                                   | Schloss              | Seit den 1970er Jahren Benediktinerabtei Saint-Joseph de la Rochette                                                                                    |      |
| Schloss Bergin Château de Bergin                                       | Saint-Jean-de-Chevelu                              | Schloss              | |      |
| Schloss Billième Château de Billième                                   | Billième                                           | Schloss              | |      |
| Herrenhaus Blay Manoir de Blay                                         | Esserts-Blay                                       | Schloss (Herrenhaus) | Ruine |      |
| Schloss Bonport Château de Bonport                                     | Tresserve 45,670902° N, 5,893874° O                | Schloss              | |      |
| Schloss Bornessant Château de Bornessant                               | Billième                                           | Schloss              | |      |
| Schloss Bourdeau Château de Bourdeau                                   | Bourdeau                                           | Schloss              | |      |
| Burg Le Bourget Château du Bourget                                     | Le Bourget-du-Lac 45,65172° N, 5,86471° O          | Burg                 | Ruine |      |
| Burg Bozel Tour de Bozel                                               | Bozel                                              | Burg (Turm)          | |      |
| Burg Briançon Château de Briançon                                      | La Léchère                                         | Burg                 | Ruine |      |
| Schloss Buisson-Rond Château de Buisson-Rond (Château de Boigne)       | Chambéry 45,564321° N, 5,937339° O                 | Schloss              | |      |
| Schloss Caramagne Château de Caramagne                                 | Chambéry 45,58631° N, 5,91429° O                   | Schloss              | |      |
| Burg Le Chaffard Tour du Chaffard                                      | Cruet                                              | Burg (Turm)          | Ruine |      |
| Grafenschloss Challes-les-Eaux Château de Challes-les-Eaux             | Challes-les-Eaux 45,554311° N, 5,9878° O           | Schloss              | Im 13. Jahrhundert unter Étienne de Challes erbaut; zur Zeit der Französischen Revolution zerstört; nach 1871 neu errichtet; heute ein Hotel-Restaurant |      |
| Schloss Chambéry Château de Chambéry (Château des ducs de Savoie)      | Chambéry 45,56445° N, 5,91774° O                   | Schloss              | Sitz des Generalkonsulats und der Präfektur |      |
| Schloss Chamoux Château de Chamoux                                     | Chamoux-sur-Gelon 45,53278° N, 6,21389° O          | Schloss              | |      |
| Festes Haus Champrovent Maison forte de Champrovent                    | Saint-Jean-de-Chevelu                              | Burg (Festes Haus)   | Heute ein Bauernhof |      |
| Festes Haus Le Chanay Maison forte du Chanay                           | Cruet                                              | Burg (Festes Haus)   | |      |
| Festes Haus Chanaz Maison forte de Chanaz                              | Chanaz 45,80835° N, 5,7908° O                      | Burg (Festes Haus)   | Heute das Rathaus (Mairie) |      |
| Burg Chantemerle Château de Chantemerle                                | La Bâthie                                          | Burg                 | Ruine |      |
| Burg Charbonnières Château de Charbonnières                            | Aiguebelle                                         | Burg                 | Ruine |      |
| Schloss Les Charmilles Château des Charmilles                          | La Ravoire 45,56395° N, 5,56395° O                 | Schloss              | Privates Gymnasium |      |
| Burg Cessens-Neuf Château de Cessens-Neuf                              | Cessens                                            | Burg                 | Ruine |      |
| Burg Cessens-Vieux Château de Cessens-Vieux                            | Cessens                                            | Burg                 | Ruine |      |
| Burg Châteaufort Château de Châteaufort                                | Motz                                               | Burg                 | |      |
| Burg Le Châtelard Château du Châtelard                                 | Le Châtelard                                       | Burg                 | Ruine |      |
| Schloss Le Châtelard Château du Châtelard                              | Yenne                                              | Schloss (Herrenhaus) | |      |
| Schloss Châtillon Château de Châtillon                                 | Chindrieux 45,7994° N, 5,84222° O                  | Schloss              | |      |
| Schloss Chevron Château de Chevron                                     | Mercury 45,6751° N, 6,3372° O                      | Schloss              | |      |
| Festes Haus Choisel Maison forte de Choisel                            | Saint-Paul                                         | Burg (Festes Haus)   | Ruine |      |
| Schloss Cinne Château de Cinne                                         | Saint-Jean-de-Chevelu                              | Schloss              | Ersetzt durch moderne Häuser |      |
| Burg Combefort Château de Combefort                                    | Saint-Pierre-de-Soucy                              | Burg                 | |      |
| Burg Cornillon Château de Cornillon                                    | Césarches                                          | Burg                 | Ruine |      |
| Schloss Corogna Château de Corogna                                     | Challes-les-Eaux 45,554353° N, 5,987688° O         | Schloss              | |      |
| Schloss La Croix Château de la Croix                                   | Saint-Alban-Leysse                                 | Schloss              | |      |
| Festes Haus Cummugnin Maison forte de Cummugnin                        | Yenne                                              | Burg (Festes Haus)   | |      |
| Burg Entremont Château d'Entremont                                     | Saint-Pierre-d’Entremont 45,432955° N, 5,875424° O | Burg                 | Ruine |      |
| Schloss Épierre Château d'Épierre                                      | Épierre                                            | Schloss              | |      |
| Schloss Feissons Château de Feissons                                   | Feissons-sur-Isère                                 | Schloss              | Restaurant |      |
| Festes Haus Fistillieu Maison forte de Fistillieu                      | Yenne                                              | Burg (Festes Haus)   | Abgegangen |      |
| Schloss Flumet Château de Flumet                                       | Flumet                                             | Schloss              | Ruine |      |
| Schloss La Forest Château de la Forest                                 | Saint-Jean-de-Chevelu 45,683791° N, 5,807572° O    | Schloss              | |      |
| Burg Gaillarde Tour Gaillarde (Tour de Plancherine)                    | Plancherine                                        | Burg (Turm)          | |      |
| Burg Gerbaix Château de Gerbaix                                        | Gerbaix                                            | Burg                 | Ruine |      |
| Festes Haus Gimilieu Maison forte de Gimilieu                          | Saint-Jean-de-Chevelu                              | Burg (Festes Haus)   | |      |
| Festes Haus Le Grand Mercoras Maison forte du Grand Mercoras           | Ruffieux 45,86431° N, 5,8439° O                    | Burg (Festes Haus)   | |      |
| Schloss Grésy Château de Grésy                                         | Grésy-sur-Aix                                      | Burg                 | Ruine |      |
| Schloss Longefan Château de Longefan                                   | La Biolle                                          | Schloss              | |      |
| Schloss Longeray Château de Longeray                                   | Barberaz 45,5449° N, 5,9685° O                     | Schloss              | |      |
| Schloss Lucey Château de Lucey                                         | Lucey                                              | Schloss              | Weingut |      |
| Schloss Lutrin Château de Lutrin                                       | Saint-Paul                                         | Burg                 | Ruine |      |
| Herrenhaus Malet Maison noble de Malet                                 | Saint-Paul                                         | Schloss (Herrenhaus) | Heute ein Bauernhof |      |
| Schloss La Mar Château de La Mar                                       | Jongieux                                           | Schloss              | Bauernhof und Weingut |      |
| Schloss Les Marches Château des Marches                                | Les Marches                                        | Schloss              | |      |
| Burg Miolans Château de Miolans                                        | Saint-Pierre-d’Albigny 45,580046° N, 6,186171° O   | Burg                 | Ruine |      |
| Schloss Montcharvin Château de Montcharvin                             | Cognin                                             | Schloss              | |      |
| Schloss Monterminod Château de Monterminod                             | Saint-Alban-Leysse                                 | Schloss              | |      |
| Burg Montfalcon Château de Montfalcon                                  | La Biolle                                          | Burg                 | Ruine |      |
| Schloss Montfleury Château de Montfleury                               | Avressieux                                         | Schloss              | |      |
| Burg Montfort Château de Montfort                                      | Saint-Sulpice                                      | Burg                 | Ruine |      |
| Festes Haus Monthoux Maison forte de Monthoux                          | Saint-Jean-de-Chevelu                              | Burg (Festes Haus)   | Ruine |      |
| Burg Montmayeur Tour de Montmayeur                                     | Aime 45,554858° N, 6,651947° O                     | Burg (Turm)          | |      |
| Burg Montmayeur Château de Montmayeur                                  | Villard-Sallet 45,489917° N, 6,123806° O           | Burg                 | Ruine |      |
| Burg Montmélian Château de Montmélian                                  | Montmélian 45,500675° N, 6,054695° O               | Burg                 | Ruine |      |
| Festes Haus Motz Maison forte de Motz                                  | Motz                                               | Burg (Festes Haus)   | |      |
| Schloss Les Outards Château des Outards                                | Beaufort-sur-Doron                                 | Schloss              | |      |
| Schloss La Pérouse Château de la Pérouse                               | Montmélian                                         | Schloss              | |      |
| Herrenhaus La Pérouse Manoir de la Pérouse                             | Saint-Marcel                                       | Schloss (Herrenhaus) | |      |
| Festes Haus Prélian Maison forte de Prélian                            | Saint-Jean-de-Chevelu                              | Burg (Festes Haus)   | |      |
| Schloss La Rive Château de la Rive                                     | Cruet                                              | Schloss              | |      |
| Schloss La Roche du Roi Château de la Roche du Roi                     | Aix-les-Bains 45,680714° N, 5,912339° O            | Schloss              | |      |
| Schloss La Rochette Château de la Rochette                             | La Rochette 45,458061° N, 6,121975° O              | Schloss              | |      |
| Schloss Saint-Innocent Château de Saint-Innocent                       | Brison-Saint-Innocent                              | Schloss              | |      |
| Schloss Saint-Michel-de-Maurienne Château de Saint-Michel-de-Maurienne | Saint-Michel-de-Maurienne                          | Burg                 | |      |
| Schloss Sainte-Hélène-sur-Isère Château de Sainte-Hélène-sur-Isère     | Sainte-Hélène-sur-Isère 45,610972° N, 6,316722° O  | Burg                 | |      |
| Schloss La Sallaz Château de La Sallaz                                 | Beaufort-sur-Doron                                 | Schloss              | Ruine |      |
| Schloss Somont Château de Somont                                       | Yenne                                              | Schloss              | |      |
| Schloss Tournon Château de Tournon                                     | Tournon                                            | Schloss              | |      |
| Schloss Triviers Château de Triviers                                   | Challes-les-Eaux 45,545454° N, 5,990751° O         | Schloss              | |      |
| Schloss Verdun-Dessus Château de Verdun-Dessus                         | Cruet                                              | Schloss              | |      |
| Burg Le Villard Château du Villard                                     | La Chapelle-Saint-Martin                           | Burg                 | Ruine |      |
| Festes Haus Le Villard Maison forte du Villard                         | Saint-Paul-sur-Isère                               | Burg (Festes Haus)   | |      |
| Festes Haus Le Villaret Maison forte du Villaret                       | Meyrieux-Trouet                                    | Burg (Festes Haus)   | |      |